# Павло Полуботок
Павло́ Полубо́ток (бл. 1660 — 29 грудня 1724, Петербург) — український військовий та політичний діяч. Чернігівський полковник, наказний гетьман Війська Запорозького Лівобережної України (1722-1724). Гетьман Глухівського періоду в історії України. Під час Північної війни виступив на боці Петра I. Заарештований за підписання Коломацьких чолобитних та супротив діяльності Малоросійської колегії. Помер в ув'язненні на території Петропавлівської фортеці.

## Біографія
Павло народився близько 1660 року на родинному хуторі Ст. Полуботівка в заможній козацькій родині Полуботків. Прадід, Ярема Полуботок, був мешканцем Чернігова — 1637 року виконував обов'язки райця місцевого магістрату. Батько, Леонтій Полуботок, служив писарем та сотником Чернігівського полку, згодом — бунчужним, генеральним осавулом і переяславським полковником.
У 1670-х роках Павло навчався у Києво-Могилянській академії. Близько 1680 року одружився із Євфимією Самойлович, племінницею Івана Самойловича, яка згодом стала матір'ю п'яти його дітей. Після закінчення академії Полуботок служив у Війську Запорозькому як військовий товариш Чернігівського полку, а невдовзі отримав ранг значкового товариша.
1692 року, в ході слідства у справі ченця Соломона, гетьман Іван Мазепа звинуватив батька і сина Полуботків у державній зраді. Леонтія визнали винним, позбавили полковницької посади та конфіскували частину маєтків на користь гетьманської скарбниці. Невдовзі знеславлений батько помер. Павло ж поступово покращив своє суспільне становище — 1703 року Іван Мазепа закріпив за ним землеволодіння у Чернігівському полку, а 1705 року затвердив на посаді полковника.
Під час Північної війни, Павло Полуботок не підтримав виступ Івана Мазепи, натомість одним з перших прибув на вимогу Петра I до містечка Глухова, котре після зруйнування Батурина було проголошене «новою столицею Гетьманщини». У листопаді на Глухівській раді, в присутності російських військ та полковників п'яти козацьких полків, він був одним із претендентів на гетьманство. Проте булава дісталася Івану Скоропадському:

| Начальники малоруські зібрали негайно Раду, що складалася з козаків, з їхніх начальників і поспольства, і подали государеві призначених кандидатів, найгідніших людей з найперших полковників своїх, чернігівського, Павла Полуботка, стародубського, Івана Скоропадського, бути гідними. Государ, з них вибрав і призначив в гетьмани останнього, людину надійну і заслужену, а про Полуботка сказав: «Цей дуже хитрий; він може Мазепі уподібнитися». Тому, листопада 7 числа, на тій Раді, що зібралася, загальними голосами того Скоропадського і вибрали…Оригінальний текст (рос.) Начальники малороссийские собрали тотчас Раду, состоящую из козаков, из их начальников и поспольства, и подали государю назначенных кандидатов, достойнейших людей из первенствующих полковников своих, черниговского, Павла Полуботка, стародубовского, Ивана Скоропадского, быть достойными. Государь, из оных выбрал и назначил в гетманы последнего, человека надежного и заслуженного, а о Полуботке сказал: «Этот очень хитр; он может Мазепе уравниться». Посему, ноября 7 числа, в собравшейся той Раде, общими голосами того Скоропадского и избрали... |
| |

24 листопада 1708 року замість гетьманського уряду Петро І надав Павлові Полуботку села небожа Івана Мазепи, Івана Обидовського. Через місяць він отримав від царя Любеч з околицями і частину володінь самого Мазепи та Пилипа Орлика.
На підвладних землях Павло Полуботок розгорнув активну господарчу діяльність. Він розвивав промисловість, будуючи млини, ґуральні, гути та рудні, і наповнював власну скарбницю, торгуючи зерном і тютюном. На виручені кошти Полуботок скуповував нові маєтки в сусідніх полках. На початок 1720-х років став одним із найбільших магнатів в тогочасній Гетьманській і Слобідській Україні. Йому належало близько 2 тисяч селянських дворів, садиби у Чернігові, Гадячі, Любечі, Лебедині, Михайлівні, Коровинцях, Оболоні, Боровичах. Він мав невелику бібліотеку, колекцію картин, ікон та зброї. За свідченням Якова Марковича, Полуботок цікавився історією і упорядкував коротку «Кроніку», що охоплювала події в Україні протягом 1452-1715 років. Він також був покровителем чернігівського Вознесенського собору.
1721 року Павло Полуботок на чолі 10-тисячного козацького загону, за указом Петра І, працював на будівництві Ладозького каналу. Будівництво було непопулярним серед козаків через зневажливе ставлення влади, несприятливий клімат, погане забезпечення продовольством, хвороби та високу смертність.

### 1722—1724
Незважаючи на те що 4 липня 1722 року козацька старшина обрала Павла Полуботка наказним гетьманом ще до оголошення нових виборів, російською адміністрацією його повноваження офіційно затверджені не були — одержавши звістку про смерть Скоропадського, Петро I велів керувати Гетьманщиною Колегії Генеральних старшин, а саме — полковнику Полуботку спільно з генеральною старшиною, радячись у всіх справах з головою Малоросійської колегії Степаном Вельяміновим.

#### Малоросійська колегія
- 28 червня 1722 року Петро I створив у Глухові Малоросійську колегію на чолі з президентом Степаном Вельяміновим для керування справами Гетьманщини.
- 16 квітня 1723 року указом Петра І розширено повноваження Малоросійської колегії за рахунок звуження повноважень гетьмана.

#### Реформи Павла Полуботка
Реформа судочинства:
- 19 серпня 1722 року Павло Полуботок видав універсал, який:

1) забороняв зловживання світських і духовних можновладців щодо осіб козацького стану:
|  | абы пани полковники, панове старшина полковая, сотники, державци духовніе й свіцкіе, атамани й прочіє урядники й отнюдь нихто не дерзали козаков до приватних своих работизн принуждати й употребляти, но міют они, козаки, при своих свободах зостаючи, толко войсковіе, чину их козацкому пристойные… отбувати й исполняти услуги |

2) передбачав реформу судочинства, а саме визначав порядок судових апеляцій та регламентував процес судочинства:
|  | А суди везді… со всяким надлежащим устроити порядком, жебы не сам [полковник] й не один суддя, але в присудствіи и другой старшины тамошней, також без-урядовых, только бы честных й разумных особ… справи судовые в судебной избі размотрувал й рішал бы обще-совістно, по истине, як право и самая слушность указывает… |

Фінансова реформа:
- Подання Сенату Російської імперії колективних клопотань та чолобитних від імені старшини, козаків і посполитих з вимогою скасувати фінансове підпорядкування Гетьманщини Малоросійській колегії.
- Саботаж фінансових розпоряджень Малоросійської колегії.

Соціальні:
- Гальмування інкорпораційної реформи восени 1722 року за відсутності Петра І.
- Скасування через Сенат постанов Вельямінова.

#### Арешт

Павло Полуботок розмовляє з Петром I у Петропавловській фортеці

- 22 травня 1723 року — Полуботка із старшиною викликали до Петербурга «для ответу» за організацію антиросійської діяльності і підбурювання народу проти імператора.
- 23 червня 1723 року — Петро І заборонив указом проводити нові вибори гетьмана.
- Вересень 1723 року — розпочалися допити Полуботка і старшини в Таємній канцелярії. Полуботок пропонує замінити Малоросійську колегію Генеральним судом в семи персонах.
- Данило Апостол і старшина привозять до Петербурга від імені всього Війська Запорозького Коломацькі чолобитні, в яких просять дати дозвіл на проведення гетьманських виборів та ліквідувати податки, впроваджені Малоросійською колегією[3].
- 10 листопада 1723 року — розгніваний Петро І наказав ув'язнити Полуботка, старшину і всіх, хто допомагав їм, до Петропавлівської фортеці[3].
- Середина 1724 року — проти Павла Полуботка було сфабриковано справу про начебто таємні зв'язки з гетьманом у вигнанні Пилипом Орликом.
- Того ж року справу Полуботка віддано на розгляд Вищого суду.
- 29 грудня 1724 року, близько 15:00 — Полуботок, не витримавши численних тортур та допитів (протягом ув'язнення Полуботок тяжко захворів), помер від хвороби в камері. Похований на цвинтарі церкви Святого Сампсонія Прочанолюбця за Малою Невою в Петербурзі.
- 17 лютого 1725 року — звістка про смерть Полуботка досягла Гетьманщини після повернення прислуги покійного гетьмана.
- 17 лютого 1725 року — в глухівській церкві відправлено панахиду по Полуботку (за народними переказами).

## Родина
Батько
- Леонтій Полуботок (? — 1695) — полковник Переяславського полку, противник Івана Мазепи.

Дружини та діти
1680
- Єфимія Самойлович (? — лютий 1717) — небога гетьмана Івана Самойловича.

- Андрій Полуботок (? — 1744)
- Яків Полуботок (? — 1734)
- Олена Полуботок (? — 23 квітня 1745) — дружина Якова Маркевича (? — ?), улюбленого небожа Анастасії Скоропадської.
- Ганна Полуботок (старша) (? — ?)
- Ганна Полуботок (молодша) (? — ?)

1717, листопад.
- Ганна Лазаревич (? — ?) — донька ніжинського полкового судді Лазаревичева, вдова військового товариша Романа Жураківського[3].

## Спадщина

Пам'ятна дошка у Чернігові на вул. Гетьмана Полуботка

За легендою Полуботок відправив гетьманські скарби до Лондона, заповівши повернути їх незалежній Україні чи своїм нащадкам. 1720 року син гетьмана Яків за батьковим розпорядженням поклав на рахунок лондонського «Банку Ост-Індійської компанії» барильце золота. До Росії це золото спробували повернути кілька імператорів, починаючи від Петра I, а від середини XIX сторіччя претензії на скарб гетьмана стали заявляти його нащадки. У 1908 р. 350 його нащадків провели з'їзд у місті Стародубі, відправивши до лондонського банку 25 представників з вимогами повернути відсотки, які набігли за 200 років розмірі 213 млн карбованців. У середині 1950-х рр. розшуком скарбу Полуботка зайнялась Ін'юрколегія СРСР, а від 1991 р. — влада незалежної України. Нині мова йде вже про суму на внеску Полуботка в 16 млрд фунтів стерлінгів. Однак службовці банку, спадкоємця «Банку Ост-Індійської компанії», донині ігнорують усі запити, посилаючись на таємницю вкладу та відсутність у претендентів необхідних паперів, що підтвердили б їхні права.

## Вшанування пам'яті
З метою вшанування пам'яті наказного гетьмана Павла Полуботка та з нагоди відзначення у 2010 році 350-річчя від дня його народження, Президент України Віктор Ющенко доручив Кабінету Міністрів розробити та затвердити план заходів. Зокрема, передбачалася організація за участю Національної академії наук України у місті Чернігові міжнародної науково-практичної конференції, присвяченої Павлу Полуботку та його діяльності, а також тематичні конференції, «круглі столи», історичні читання в інших населених пунктах. Передбачалися також видання наукових та науково-популярних книг, збірок документів та матеріалів. У місті Чернігові планується встановити пам'ятник наказному гетьману Павлу Полуботку. Передбачено й проведення робіт з реставрації та музеєфікації кам'яниці Павла Полуботка у селищі Любечі, а також архітектурно-археологічного обстеження колишньої садиби Павла Полуботка у місті Чернігові.Кабінету Міністрів України, Раді міністрів Автономної Республіки Крим, обласним, Київській та Севастопольській міським державним адміністраціям було доручено здійснити заходи з доброустрою об'єктів, пов'язаних із життям та діяльністю наказного гетьмана Павла Полуботка, оновлення відповідних музейних експозицій.
Також Павлу Полуботку присвячена монета номіналом 10 гривень. На реверсі монети в намистовому колі в центрі зображено поясний портрет Павла Полуботка, праворуч — герб Полуботка. Між зовнішнім кантом монети і намистовим колом угорі розміщено стилізований напис ПАВЛО ПОЛУБОТОК, унизу — роки життя 1660-1724.
На честь гетьмана Павла Полуботка названі вулиці у містах України. 
У Чернігові одна з найбільших вулиць носить ім'я Павла Полуботка.
Також вулиця Павла Полуботка існує в Дніпрі.

### Відео
- Павло Полуботок — Програма «Велич особистості» // ТРК «Рада», 2014

| Попередник Іван Скоропадський |  | Гетьман України 1722-1724 |  | Наступник Данило Апостол |